# 玄门大师
《玄门大师》（英語：The Taoism Grandmaster），2018年中国大陆玄幻古装剧。由佟梦实、王秀竹、裴子添、徐好、赵越、张雅卓、王佑硕领衔主演，爱奇艺于2018年5月21日首播。

## 播出时间
| 频道   | 所在地   | 播映日期      | 播出时间                                    | 备注 |
| ------ | -------- | ------------- | ------------------------------------------- | ---- |
| 爱奇艺 | 中国大陆 | 2018年5月21日 | 每周一至周三20:00免费更新2集，VIP会员抢先看 |      |

## 演员列表

### 主要演员
| 演員   | 角色     | 介紹 |
| 佟梦实 | 張陵     | 父親張大順，母親冷翠。 隨緣隨性的樂觀並聰明的青年，為了完成父親唯一一個願望，去參加「魔劫成道大陣」，在期間見識了各種各樣的事情，漸漸成長。在闖陣過程中認識了鐵郎，東皇菲菲，紫琉璃這幾個出生入死的夥伴。最終成為問道者穿上原始聖甲，打败昆仑。                                                                      |
| 王秀竹 | 東皇菲菲 | 作為五嶽仙盟盟主東皇太一的獨生女，自小不被父親看好的她卻成為勇闖「魔劫成道大陣」的一員，更是與張陵有著訴說不盡的聯繫。雖然表面冷豔逼人，卻藏有一顆溫熱的少女心。後保護张陵被昆仑所殺。 |
| 裴子添 | 鐵郎     | 狼妖界的君主，修行千年，有勇有謀，既是妖界第一高手，也是難得的明君，肩負著帶領妖界回歸人類的重任。在共闖「魔劫成道大陣」的旅程中，率性的張陵、果敢的東皇菲菲和他成為共同出生入死的親密搭檔，但卻也因此陷入微妙的三角關係。後死於东皇菲菲之手。                                                                       |
| 徐好   | 紫琉璃   | 單純善良的小狐妖，在闖陣過程中，無怨無悔付出幫助張陵成為「問道者」，在張陵每次有困難的時候都陪伴在他身邊，身中情花毒，已無回天之力，狼太后算出他可以前往解救無悔樹海的張陵，提醒琉璃可以燃燒仙丹而自救。 最後在無悔樹海為了救張陵，求五行精靈力救張陵並破解預言後犧牲 至死也沒有對張陵說愛他，只希望他能幸福，快樂。 |
| 赵越   | 崑崙     | 武功高強的五嶽仙盟第一高徒，崑崙一直是備受關注的焦點。而他為了不負師門、為了成功「問道」也拼盡全力, 最终堕入魔道. |
| 张雅卓 | 風小玉   | 外表可愛伶俐，被九尾狐附身，誘惑崑崙入魔道的幕後之人，被崑崙所殺。 |
| 王佑硕 | 雲奇     | 一個集武藝與智慧於一身的少年，對同門照顧有加，對夥伴不離不棄，被崑崙所殺。 |

### 其他演员
| 演員   | 角色           | 介紹 |
| 方中信 | 東皇太一       | 五岳仙盟盟主，東皇菲菲的父親，性格固執、原則性很強，心中一直堅守正道，有一顆救世之心，看好自己的大徒弟崑崙成為魔劫成道大陣的問道者 |
| 杨明娜 | 練避邪         | 五岳仙盟副盟主之一，劍風樓楼主，剑法冠绝三界,无人能比. 此生只收過5名徒弟，在親手殺了自己的徒弟傲兒之後，也把剩下的4名徒弟驅逐門派。之後再也沒收過弟子。突襲幽靈異鄉取聖甲時受重傷，後收菲菲、鐵郎、張陵為徒，傳授最後一招時，為解救張陵而用出絕招後死去。    |
| 金丰   | 不死夫人       | 五岳仙盟副盟主之一，天乐宫宫主, 以醫術高明為仙道界人所共知，有人尊稱她為仙醫，有人稱她為怪醫，她自有一套醫與不醫的原則，無人可干預。 |
| 陆昱霖 | 青衣劍客       | 五岳仙盟副盟主之一，青衣门门主, 一身青衣，縱橫無敵，其劍氣之色為獨特的幻之極光，瑰麗奇幻，一生只喜愛劍與酒，為人忠厚正直。 |
| 李耀景 | 神火老祖       | 五岳仙盟副盟主之一，神火门门主, 左手火焰掌，右手降魔刀法，使得出神入化。年青時性格雖剛烈魯莽，在仙道界鬧出不少事端，但為人喜結交朋友，重情重義，恩怨分明。                                                                                                   |
| 鲍天琦 | 大小镜灵       | 五岳仙盟開山祖師用靈智化成的大靈鏡（天空之鏡、小靈台上的靈力），主要掌控於魔劫成道大陣的支配（掌管）闖陣者，再從49名闖陣者中，隨時等待1名能拯救蒼生的問道者誕生，來平定三界、替天行道。連現任五岳仙盟主副盟主都得敬她，聽從她的指令辦事。 後來被白芊姬毀掉。 |
| 郭劲   | 寒商           | 不死夫人的入室弟子，為人陰險，實力很強，肩負起要成為問道者及為寒家報仇雪恨的重任。從不相信任何人，對兩名弟弟極之嚴厲，是一個橫蠻的獨裁者，實際上他對自己的兩個弟弟是愛護有加，只是不善於表達。因保护寒羽而接近美空云,后爱上她,有情人终成眷属.                |
| 張澤   | 寒宮           | 不死夫人的入室弟子，寒家的二少爺，為人陰陽怪氣，寡言，是寒家三兄弟中的觀察者，瞭解大哥和三弟，永遠都順著嚴厲的大哥，在適當的時候說適當的話，常護著衝動的三弟。輕功冠絶仙道界，速度之快，有不見影的美譽。                                                     |
| 李昕哲 | 寒羽           | 不死夫人的入室弟子，寒家最小的少爺，性格衝動倔強，在音樂的才華上是最有天份的一個，但因缺乏自信，在戰鬥中總不能把仙道術完全融入音韻中，發揮不了最大的殺傷力。最看不慣大哥獨裁管教，常常頂撞大哥而被罰。但一面對外敵，就同仇敵愾，兄弟同心。                   |
| 褚翰   | 王伟           | 南海派门人, 總是來無影去無蹤，從不屑與人同盟，存在感低，喜歡孤軍奮戰，是一位深藏不漏之人。 後為神火老祖徒弟，神火老祖的傳人。 |
| 王子辰 | 連長峰         | 西岳華山神火老祖唯一一名徒弟。深得神火老祖的真傳與喜愛，陽光爽朗，武功絕倫，與男主張陵情同手足，並肩闖陣殺魔。魔道大陣與刀妖單打獨鬥而身亡。 |
| 李岱昆 | 笑千秋         | 逍遙門老闆，人稱千秋公子，擅長營商，頭腦聰慧，身邊有一個神秘的女保鏢,天心。逍遙門非門派而是店家，販售各式各樣的武器與寶具。后与天心成亲. |
| 柳泽文 | 巨雄           | 青衣門大師兄，為人沉默寡言，很照顧同門師兄弟。 |
| 吴雨橦 | 龙影儿         | 青衣門弟子，巨雄的師妹。喜歡巨雄，劍術不精，卻口齒伶俐，有過目不忘的能耐，又擅於繩縛之術，是天下第一的打結與解結能手。 |
| 李季   | 游不凡         | 青衣門的弟子，巨雄的師弟。射箭好手. 為人小氣，但其實心地善良。不滿師傅盡把真傳教給笨蛋巨雄，決定加入闖陣，向師傅證明自己的實力，結果卻成為照顧笨蛋的保鏢。                                                                                                   |
| 韩栋   | 杨戬           | 二郎神，對抗千年前一世狼帝。 封印幽靈異鄉一千年。留下千年之後，問道者臨，元始歸一，妖盡玄門。 讓後人理解為千年後還有二次淨世。 |
| 潘霜霜 | 白芊姬 /老魔頭 | 九尾妖狐妲己, 商紂王愛妃。已被封印千年，被幽靈異鄉四大長老給放出統領幽靈前鋒部隊。 體內元丹有虛空而不可殺死。最後由無相封印。 |
| 伍咏薇 | 狼太后         | 鐵狼的母親，擁有三千五百年修行的狼妖，也是妖界最德高望重的智者，一直在找尋人與妖共存之法。派遣紫琉璃幫助問道者。後被崑崙殺死。 |
| 黑子   | 一世狼帝       | 千年前帶領幽靈異鄉攻略三界，被二郎神殺死。 |
| 杨玄一 | 美空云         | 漠北九玄派门人, 仙道術高手之一，擅長計謀耍心機，經常性借刀殺人讓自己可以全身而退。后与寒商有情人终成眷属. |
| 袁冰妍 | 秋意           | 先天眼盲，喜歡悠然 |
| 应昊茗 | 悠然           | 桃花樹妖，有千年的修為，喜歡秋意，後為了幫助張陵拖住白千姬，而毀了自身千年內丹，讓白千姬受了重傷。 |
| 何中华 | 张大顺         | 張陵的父親，东皇太一师兄, 五岳仙盟弟子， 为了了结東皇太一妻子一死的心愿(否则即将成魔)，杀死了东皇太一的妻子, 並被逐出師門。 曾为杀死沙将军而学习妖术, 被五岳仙盟弟子认为是邪魔外道的叛徒. 殺死沙將軍後與妻子一同破壞星樁而犧牲。                             |
| 曾黎   | 冷翠           | 張陵的母親 當年為牽制沙將軍做壞，讓時間暫停。封印解除時被張陵找到。 殺死沙將軍後與丈夫一同破壞星樁而犧牲。 |
| 何明翰 | 七夜城主       | 無淚之城城主,身份如迷. |
| 刘庭羽 | 夜空灵羽       | 巫界的巫女之王，她們是仙道和妖界之外的另一種存在，一直保持中立，不管世事。曾經對樓蘭公主下詛咒，讓公主沒辦法離開房間，後來詛咒被解除。而後在無悔樹海，由張陵跟東皇菲菲破除給自身的詛咒。巫女們能與天地溝通，借取大地的五行精靈的力量。                       |
| 于歆童 | 笑萬世         | 笑千秋的妹妹。逍遥门研发部门总管，总是借张陵和铁郎之手试用她新发明的武器和药品，是位可爱的妹子。 |
| 徐正曦 | 伯提国王       | |
| 鄧立民 | 六賊天魔       | |

## 电视剧原声带
| 曲序 | 曲目               | 演唱           |
| ---- | ------------------ | -------------- |
| 1.   | 自成一派（主题曲） | 胡彦斌         |
| 2.   | 问道（片头曲）     | 严艺丹、和汇慧 |
| 3.   | 恍然知爱（片尾曲） | 严艺丹         |